# Ride (canción de Twenty One Pilots)
«Ride» es una canción escrita y grabada por el dúo musical estadounidense Twenty One Pilots, de su cuarto álbum de estudio, B̶l̶u̶r̶r̶y̶f̶a̶c̶e̶. «Ride» fue lanzado en YouTube en todo el mundo el 11 de mayo de 2015, y lanzado como sencillo en el Google Play Store el 12 de mayo de 2015. El vídeo musical de la canción fue lanzado al día siguiente.
La canción fue incluida en la banda sonora del videojuego Pro Evolution Soccer 2017 y WWE 2K17.

## Video musical
En el video musical de "Ride" aparece Tyler y Josh en el medio de un bosque, el bosque cambia abruptamente del día a la noche varias veces en el video. Tyler camina por el bosque mientras canta la canción y se le ve tocando el bajo junto a Josh. Cerca del final del video, Tyler y Josh se ponen gafas de sol y ambos parecen ser brevemente transportados a un concierto donde vuelven de nuevo al bosque donde Tyler termina el video cantando la última parte de la canción. Actualmente el video tiene más de 1 billón de visitas en YouTube.

## Lista de canciones
| Digital download |        |          |  |
| N.º              | Título | Duración |  |
| 1.               | «Ride» | 3:34     |  |

## Posicionamiento en listas
| Lista (2016)                           | Mejor posición |
| -------------------------------------- | -------------- |
| Alemania (Media Control AG)            | 21             |
| Australia (ARIA)                       | 18             |
| Austria (Ö3 Austria Top 40)            | 7              |
| Bélgica (Flandes) (Ultratop 50)        | 12             |
| Bélgica (Valonia) (Ultratop 50)        | 7              |
| Canadá (Canadian Hot 100)              | 13             |
| Canadá (Canada Rock)                   | 8              |
| Canadá (CHR/Top 40)                    | 8              |
| Canadá (Hot AC)                        | 15             |
| Canadá (Canada AC)                     | 27             |
| Dinamarca (Tracklisten)                | 40             |
| Escocia (Scottish Singles Sales Chart) | 76             |
| Estados Unidos (Billboard Hot 100)     | 5              |
| Estados Unidos (Adult Top 40)          | 4              |
| Estados Unidos (Mainstream Top 40)     | 1              |
| Francia (SNEP)                         | 12             |
| Hungría (Stream Top 40)                | 23             |
| Irlanda (IRMA)                         | 38             |
| Italia (FIMI)                          | 23             |
| Letonia (Latvijas Top 40)              | 3              |
| México (Monitor Latino)                | 6              |
| México (Mexico Ingles Airplay)         | 1              |
| Nueva Zelanda (Recorded Music NZ)      | 10             |
| Noruega (VG-lista)                     | 25             |
| Países Bajos (Dutch Top 40)            | 33             |
| Países Bajos (Mega Single Top 100)     | 33             |
| Suecia (Sverigetopplistan)             | 50             |
| Suiza (Schweizer Hitparade)            | 22             |
| Reino Unido (UK Singles Chart)         | 47             |
| República Checa (Rádio Top 100)        | 12             |